# В капана на времето
„В капана на времето“ (на английски: Old) е американски трилър от 2021 г. на режисьора М. Найт Шаямалан, базиран на романа „Sandcastle“ от Пиер Оскар Леви и Фредерик Питърс. Във филма участват Гаел Гарсия Бернал, Вики Крипс, Руфъс Сюъл, Алекс Улф, Томасин Маккензи, Аби Лий Кършоу, Ники Амука-Бърд, Кен Люнг, Елиза Сканлън, Арън Пиер, Ембет Дейвиц и Емун Елиът.